# Leopoldo Torre Nilsson
Leopoldo Juan Torre Nilsson (Buenos Aires, 5 de maig de 1924-ibidem, 8 de setembre de 1978) va ser un realitzador, productor i escriptor argentí de vasta filmografia. Sobrenomenat Babsy, és un dels directors més importants i representatius del cinema argentí. Considerat pel crític de cinema italià Gian Luigi Rondi com el «número u argentí», li va dedicar un capítol del seu llibre El cine de los grandes maestros. Les seves pel·lícules de caràcter intel·lectual van marcar la nouvelle vague del cinema argentí i van consagrar a actors com Graciela Borges, Bárbara Mujica, Elisa Christian Galvé, Alfredo Alcón, Elsa Daniel i Leonardo Favio.

## Biografia
Fill del director Leopoldo Torres Ríos (pionero del cine popular) de Clara May Nilsson, fundadora del Col·legi Highlands de Vicente López en 1944 (filla d'anglesos i amb ancestres suecs); nebot del realitzador Carlos Torres Ríos, es va formar en el mitjà cinematogràfic. Entre 1939 i 1949 va ser assistent de direcció del seu pare en dinou films i col·laborador en el guió de nou d'ells.
En la majoria de les seves pel·lícules es veuen reflectits temàtiques literàries i conflictes de la classe mitjana de la societat argentina d'aquells anys. Va debutar en la direcció amb el curtmetratge El muro (1947), els elements del qual evidenciaven una cerca literària i cert rebuig al cinema demagògic.
En 1949 va realitzar el seu primer llargmetratge codirigit amb el seu pare, El crimen de Oribe, adaptació de la novel·la El perjurio de la nieve, d'Adolfo Bioy Casares. El 1954 va dirigir Días de odio basada en el conte Emma Zunz de Jorge Luis Borges. El 1955 dirigí Graciela basada en la novel·la de Carmen Laforet, Nada guanyadora del Premi Nadal literari 1944 per la qual cosa l'Institut de Cinema de l'Argentina el va reconèixer com el millor realitzador de l'any. Amb La casa del ángel (1956) va iniciar una intensa col·laboració i producció amb Beatriz Guido (escriptora, novel·lista, guionista important, d'alguns films de Torre Nilsson: La caída, Fin de fiesta, La mano en la trampa), que va generar un estil dens i pervers que va marcar a tota una generació de directors joves en els anys seixanta. Es van conèixer el 1951 a casa de l'escriptor Ernesto Sabato i la seva relació (des del punt de vista creatiu una de les més fructíferes de l'època) va durar vint-i-set anys, fins a la seva mort.
Va dirigir pel·lícules sobre icones de la història i de la cultura de l'Argentina: Martin Fierro en 1968, sobre el principal caràcter del poema nacional de l'Argentina. El Santo de la Espada de 1970, sobre el General José de San Martín y Guemes: La tierra en armas de 1971 sobre Martín Miguel Guemes. Va ser ingressat al 7è Festival Internacional de Cinema de Moscou. La seva pel·lícula de 1973 Los siete locos va guanyar l'Os de Plata al 23è Festival Internacional de Cinema a Berlín. Alemanya.

## Vida familiar
Va estar casat amb l'escriptora Beatriz Guido, qui treball al costat d'ell i va servir de font d'inspiració en molts dels seus llibrets. Va ser reconegut com el primer director de cinema a l'Argentina sent aclamat i reconegut per la crítica fora del seu país, fent que la producció de cinema a l'Argentina fos coneguda en els Festivals Internacionals de Cinema.

## Mort
Torre Nilson va morir de càncer en el seu natal Buenos Aires en 1978, a l'edat de 54 anys. Va ser inhumat al cementiri Britànic de Buenos Aires.
Els directors de cinema Javier i Pablo Torre són fills del seu primer matrimoni.

## Filmografia
Director
- 1950: El crimen de Oribe (codirigida amb el seu pare, Leopoldo Torres Ríos)
- 1953: El hijo del crack (codirigida amb el seu pare, Leopoldo Torres Ríos)
- 1954: Días de odio
- 1954: La Tigra (amb Diana Maggi) (estrenada amb talls el 1964)
- 1955: Para vestir santos (amb Tita Merello)
- 1956: Graciela (amb Elsa Daniel)
- 1956: El protegido
- 1957: La casa del ángel (amb Elsa Daniel i Lautaro Murúa)
- 1958: El secuestrador (amb Leonardo Favio i María Vaner)
- 1959: La caída (amb Elsa Daniel, Duilio Marzio, Lautaro Murúa, Lydia Lamaison)
- 1960: Fin de fiesta (amb Leonardo Favio i Graciela Borges)
- 1960: Un guapo del 900 (Alfredo Alcón i Élida Gay Palmer)
- 1961: La mano en la trampa (amb Elsa Daniel, Francisco Rabal, Maria Rosa Gallo, Leonardo Favio)
- 1961: Piel de verano (amb Alfredo Alcón i Graciela Borges)
- 1962: Setenta veces siete (amb Isabel Sarli i Francisco Rabal)
- 1962: Homenaje a la hora de la siesta - Quatro mulheres para um heroi, en portuguès - (amb Alida Valli, Paul Guers, Alexandra Stewart)
- 1963: La terraza (amb Graciela Borges)
- 1966: El ojo que espía (The Eavesdropper, en anglès)
- 1967: La chica del lunes (Monday’s Child, en anglès; amb Graciela Borges)
- 1967: Los traidores de San Ángel (The Traitors of San Angel, en anglès)
- 1968: Martín Fierro
- 1970: El santo de la espada (basada en El santo de la espada; amb Alfredo Alcón i Evangelina Salazar)
- 1971: Güemes, la tierra en armas
- 1972: La maffia (amb Alfredo Alcón, Thelma Biral, China Zorrilla)
- 1973: Los siete locos (amb Alfredo Alcón i Leonor Manso)
- 1974: Boquitas pintadas (amb Alfredo Alcón, Martha González, Luisina Brando)
- 1975: El Pibe Cabeza (amb Alfredo Alcón i Martha González)
- 1975: La guerra del cerdo
- 1976: Piedra libre (amb Marilina Ross, Luisina Brando i Juan José Camero)

Guionista
- 1952: Facundo, el tigre de los llanos
- 1971: Güemes, la tierra en armas
- 1982: Fiebre amarilla

Productor
- 1971: Y que patatín... y que patatán

Assistent de direcció
- 1939: Los pagarés de Mendieta
- 1940: Sinvergüenza
- 1941: El mozo número 13
- 1942: El comisario de Tranco Largo
- 1942: ¡Gaucho!
- 1942: El juego del amor y del azar
- 1942: Santos Vega vuelve
- 1942: El hombre del sábado
- 1942: Romance sin palabras
- 1942: Pelota de trapo
- 1942: El hijo de la calle
- 1942: El nieto de Congreve
- 1942: Pantalones cortos
- 1942: El hombre de las sorpresas
- 1946: La tía de Carlos
- 1947: La mujer más honesta del mundo

Intèrpret
- 1971: Güemes, la tierra en armas

## Llibres
- 1967: Entre sajones y el arrabal (contes)
- 1973: Del exilio (contes)
- 1978: Jorge, el nadador (novel·la)

## Premis[3]
Festival Internacional de Cinema de Canes
| Any  | Categoria       | pel·lícula           | Resultat  |
| ---- | --------------- | -------------------- | --------- |
| 1961 | Premis FIPRESCI | La mano en la trampa | Guanyador |

- Millor director de l'any per Graciela, Institut Nacional de Cinema, 1955
- Millor director de l'any per La casa del ángel, Institut Nacional de Cinema, 1957
- Premi Millor Selecció per Un guapo del 900, Festival de Santa Margherite-Ligure, Itàlia, 1960
- Primer Premi al Millor realitzador per La mano en la trampa, Festival Internacional de Santa Margherite-Ligure, Itàlia, 1961
- Premi Especial Copa de Plata per Setenta veces siete, III Festival de Cinema Llatinoamericà de Sestri-Levantem, Itàlia, 1962
- Millor Argument original per El ojo que espia, VIII Festival Internacional de Cinema de Mar del Plata, 1964
- Premi al Millor film per Martín Fierro, II Festival Cinematogràfic Internacional de Rio de Janeiro, el Brasil, 1969
- Esment Especial per Martín Fierro, VII Festival Cinematogràfic de Panamà, 1969
- Os de Plata per Los siete Locos, XXIII Festival Internacional de Cinema de Berlín, Alemanya, 1973
- Premi Millor film llatinoamericà per Los siete locos, XIV Festival Internacional de Cinema de Cartagena de Indias, Colòmbia, 1974
- Premi Especial del Jurat, Palma d'Or Escriptors de Sant Sebastià i Premi Escriptors Cinematogràfics d'Espanya per Boquitas pintadas, Festival Internacional de Cinema de Sant Sebastià, Espanya, 1974
- Premi al Millor Director per Piedra libre, XXI Taormina Film Fest, Itàlia, 1976